# Adhil
Adhil (también conocida como 46 Andromedae, ξ Andromedae, Xi Andromedae, abreviado Xi And, ξ And ),  es una estrella solitaria en el norte de la constelación de Andrómeda . Tiene una magnitud aparente de +4,9.  Según las mediciones de  paralaje obtenidas durante la misión Gaia, se encuentra a una distancia de aproximadamente del Sol de 223 años-luz (68 parsecs).

## Nomenclatura
ξ Andromedae ( latinizado a Xi Andromedae ) es la Denominación de Bayer de la estrella. También lleva la Denominación de Flamsteed 46 Andromedae . Johann Bayer denominó a esta estrella "ξ" en su Uranometria . La estrella apareció en Atlas Coelestis de John Flamsteed, pero no estaba etiquetada. Posteriormente fue designado como 46 E por Jérôme Lalande . La etiqueta "ξ" se usó en Atlas Coelestis, aparentemente erróneamente, para lo que Bayer había etiquetado como "A" ( A Andromedae de Bayer tiene la Denominación de 49 Andromedae ).
Llevaba el nombre tradicional Adhil, que se deriva del árabe الذيل að-ðayl  (literalmente, "la cola"). En 2016, la Unión Astronómica Internacional organizó un Grupo de Trabajo sobre Nombres de Estrellas (WGSN)  para catalogar y estandarizar los nombres propios de las estrellas. La WGSN aprobó el nombre Adhil para esta estrella el 21 de agosto de 2016 y ahora está incluida en la Lista de nombres de estrellas aprobados por la UAI. 

## Propiedades
Esta estrella es una gigante roja que ha comenzado a generar energía a través de la fusión de helio en su núcleo, habiendo pasado por la rama de las gigantes rojas de su evolución .  Tiene una clasificación estelar de K0 IIIb,  con 2,5  veces la masa del Sol y 10  veces su radio. Xi Andromedae emite casi 46  veces más luminosidad que el Sol desde su envoltura exterior a una temperatura efectiva de 4.656 K,  dándole el brillo en tonos anaranjados de una estrella de tipo K. No tiene una rotación estelar mensurable,  aunque esto puede significar simplemente que el polo de rotación de la estrella mira en la dirección general de la Tierra.